# Oleg Navalnyj
Oleg Navalnyj (rusky Олег Навальный, * 9. dubna 1983 Butyň, Moskevská oblast) je bývalý ruský poštovní úředník a podnikatel. V prosinci roku 2014 byl odsouzen na 3,5 roku nepodmíněně za údajnou zpronevěru 27 milionů rublů (asi 10,8 milionu korun) kosmetické firmy Yves Rocher.

## Odsouzení
Společně s Olegem Navalným byl tehdy odsouzen i jeho bratr, opoziční politik Alexej Navalnyj, který dostal stejně dlouhý, ovšem podmíněný trest. Každý z bratrů musel také zaplatit pokutu ve výši půl milionu rublů (asi 200 tisíc korun). Bratři byli odsouzeni navzdory tvrzení finančního ředitele ruské pobočky Yves Rocher Christiana Melnika, podle nějž firma neutrpěla žádnou škodu.
Jeho odsouzení někteří novináři vnímali jako strategický krok, díky němuž režim Vladimira Putina může lépe ovládat svého kritika Alexeje Navalného. Kdyby byl uvězněn sám Alexej, hrozilo by, že se z něj stane hrdina a mučedník. „Je evidentní, že bratr je ve vězení kvůli mně. Kreml našel bolavé místo,“ uvedl v této souvislosti Alexej Navalnyj. V srpnu 2015 na svém blogu napsal, že Oleg byl ve vězení potrestán 15 dny na samotce, protože spal v nedělním odpoledni.
Navalnyj byl nejdříve vězněn v Moskvě, v březnu 2015 byl ale přesunut do neznámé věznice mimo hlavní město. Jeho žádost o podmínečné propuštění byla v červnu 2016 zamítnuta.
Evropský soud pro lidská práva ve Štrasburku rozhodl 16. října 2017, že v případě obou bratrů došlo ve věci údajné zpronevěry ve firmě Yves Rocher k právnímu pochybení a byli odsouzeni neprávem. Soud má bratrům vyplatit za právní výlohy a odškodnění 80 000 eur. Ruský soud pochybení odmítl.